# Boechera
Boechera là chi thực vật có hoa trong họ Cải.